# Copa de España de fútbol sala femenino 2004
La Copa S.M. de la Reina de Fútbol Sala Femenino de 2004 la disputaron los 14 equipos que participan en la Primera División, la primera ronda se jugó a doble partido, estando exentos 2 equipos, los cuartos de final también se jugó en encuentros de ida y vuelta, y las semifinales y final se dispután a un solo partido en la Ciudad del Fútbol de Las Rozas de Madrid.

## Participantes
| CD Nazaret Foticos Zaragoza Racing Delicias Teldeportivo Racing de Santander Femesala Elche CD Ourense | Valdetires Meirás Futsi Navalcarnero Kettal Fuenlabrada Tecnocasa Móstoles CD El Palmar UCAM Murcia Hegoalde Tolosa |

## Organización

### Sede
El torneo se disputó en el pabellón Ciudad del Fútbol del municipio de Las Rozas de Madrid.

## Resultados
|  | Octavos de final    | Octavos de final    | Octavos de final   | Octavos de final   |   |                 | Cuartos de final | Cuartos de final | Cuartos de final | Cuartos de final |  |             | Semifinales | Semifinales | Semifinales |  |                | Final          | Final | Final |  |
|  |                     |                     |                    |                    |   |                 |                  |                  |                  |                  |  |             |             |             |             |  |                |                |       |       |  |
|  |                     |                     |                    |                    |   |                 |                  |                  |                  |                  |  |             |             |             |             |  |                |                |       |       |  |
|  | Racing de Santander | Racing de Santander | 3                  | 4                  |   |                 |                  |                  |                  |                  |  |             |             |             |             |  |                |                |       |       |  |
|  | Racing de Santander | Racing de Santander | 3                  | 4                  |   |                 |                  |                  |                  |                  |  |             |             |             |             |  |                |                |       |       |  |
|  | Racing Delicias     | Racing Delicias     | 5                  | 6                  |   |                 |                  |                  |                  |                  |  |             |             |             |             |  |                |                |       |       |  |
|  | Racing Delicias     | Racing Delicias     | 5                  | 6                  |   | Racing Delicias | Racing Delicias  | 3                | 2                |                  |  |             |             |             |             |  |                |                |       |       |  |
|  |                     |                     |                    |                    |   | Racing Delicias | Racing Delicias  | 3                | 2                |                  |  |             |             |             |             |  |                |                |       |       |  |
|  |                     |                     | El Palmar          | El Palmar          | 2 | 1               |                  |                  |                  |                  |  |             |             |             |             |  |                |                |       |       |  |
|  |                     |                     | El Palmar          | El Palmar          | 2 | 1               |                  |                  |                  |                  |  |             |             |             |             |  |                |                |       |       |  |
|  |                     |                     |                    |                    |   |                 |                  |                  |                  |                  |  |             |             |             |             |  |                |                |       |       |  |
|  |                     |                     |                    |                    |   |                 |                  |                  |                  |                  |  |             |             |             |             |  |                |                |       |       |  |
|  |                     |                     |                    |                    |   |                 |                  | Racing Delicias  | Racing Delicias  | 1                |  |             |             |             |             |  |                |                |       |       |  |
|  |                     |                     |                    |                    |   |                 |                  |                  |                  |                  |  |             |             |             |             |  |                |                |       |       |  |
|  |                     |                     | Femesala Elche     | Femesala Elche     | 5 |                 |                  |                  |                  |                  |  |             |             |             |             |  |                |                |       |       |  |
|  | Kettal Fuenlabrada  | Kettal Fuenlabrada  | Femesala Elche     | Femesala Elche     | 5 | 4               | 4                |                  |                  |                  |  |             |             |             |             |  |                |                |       |       |  |
|  | Kettal Fuenlabrada  | Kettal Fuenlabrada  |                    |                    |   |                 |                  |                  |                  |                  |  |             |             |             |             |  |                |                |       |       |  |
|  | Femesala Elche      | Femesala Elche      | 5                  | 6                  |   |                 |                  |                  |                  |                  |  |             |             |             |             |  |                |                |       |       |  |
|  | Femesala Elche      | Femesala Elche      | 5                  | 6                  |   | Femesala Elche  | Femesala Elche   | 6                | 9                |                  |  |             |             |             |             |  |                |                |       |       |  |
|  |                     |                     |                    |                    |   | Femesala Elche  | Femesala Elche   | 6                | 9                |                  |  |             |             |             |             |  |                |                |       |       |  |
|  |                     |                     | Móstoles           | Móstoles           | 3 | 3               |                  |                  |                  |                  |  |             |             |             |             |  |                |                |       |       |  |
|  | Hegoalde Tolosa     | Hegoalde Tolosa     | Móstoles           | Móstoles           | 3 | 3               | 2                | 3                |                  |                  |  |             |             |             |             |  |                |                |       |       |  |
|  | Hegoalde Tolosa     | Hegoalde Tolosa     |                    |                    |   |                 |                  |                  |                  |                  |  |             |             |             |             |  |                |                |       |       |  |
|  | Móstoles            | Móstoles            | 1                  | 8                  |   |                 |                  |                  |                  |                  |  |             |             |             |             |  |                |                |       |       |  |
|  | Móstoles            | Móstoles            | 1                  | 8                  |   |                 |                  |                  |                  |                  |  |             |             |             |             |  | Femesala Elche | Femesala Elche | 4     |       |  |
|  |                     |                     |                    |                    |   |                 |                  |                  |                  |                  |  |             |             |             |             |  | Femesala Elche | Femesala Elche | 4     |       |  |
|  |                     |                     | UCAM Murcia        | UCAM Murcia        | 1 |                 |                  |                  |                  |                  |  |             |             |             |             |  |                |                |       |       |  |
|  | UCAM Murcia         | UCAM Murcia         | UCAM Murcia        | UCAM Murcia        | 1 | 7               | 2                |                  |                  |                  |  |             |             |             |             |  |                |                |       |       |  |
|  | UCAM Murcia         | UCAM Murcia         |                    |                    |   |                 |                  |                  |                  |                  |  |             |             |             |             |  |                |                |       |       |  |
|  | Preconte Telde      | Preconte Telde      | 0                  | 6                  |   |                 |                  |                  |                  |                  |  |             |             |             |             |  |                |                |       |       |  |
|  | Preconte Telde      | Preconte Telde      | 0                  | 6                  |   | UCAM Murcia     | UCAM Murcia      | 6                | 8                |                  |  |             |             |             |             |  |                |                |       |       |  |
|  |                     |                     |                    |                    |   | UCAM Murcia     | UCAM Murcia      | 6                | 8                |                  |  |             |             |             |             |  |                |                |       |       |  |
|  |                     |                     | Futsi Navalcarnero | Futsi Navalcarnero | 2 | 2               |                  |                  |                  |                  |  |             |             |             |             |  |                |                |       |       |  |
|  | CD Ourense          | CD Ourense          | Futsi Navalcarnero | Futsi Navalcarnero | 2 | 2               | 4                | 1                |                  |                  |  |             |             |             |             |  |                |                |       |       |  |
|  | CD Ourense          | CD Ourense          |                    |                    |   |                 |                  |                  |                  |                  |  |             |             |             |             |  |                |                |       |       |  |
|  | Futsi Navalcarnero  | Futsi Navalcarnero  | 2                  | 6                  |   |                 |                  |                  |                  |                  |  |             |             |             |             |  |                |                |       |       |  |
|  | Futsi Navalcarnero  | Futsi Navalcarnero  | 2                  | 6                  |   |                 |                  |                  |                  |                  |  | UCAM Murcia | UCAM Murcia | 7           |             |  |                |                |       |       |  |
|  |                     |                     |                    |                    |   |                 |                  |                  |                  |                  |  | UCAM Murcia | UCAM Murcia | 7           |             |  |                |                |       |       |  |
|  |                     |                     | CD Nazaret         | CD Nazaret         | 0 |                 |                  |                  |                  |                  |  |             |             |             |             |  |                |                |       |       |  |
|  |                     |                     | CD Nazaret         | CD Nazaret         | 0 |                 |                  |                  |                  |                  |  |             |             |             |             |  |                |                |       |       |  |
|  |                     |                     |                    |                    |   |                 |                  |                  |                  |                  |  |             |             |             |             |  |                |                |       |       |  |
|  |                     |                     |                    |                    |   |                 |                  |                  |                  |                  |  |             |             |             |             |  |                |                |       |       |  |
|  |                     | Valdetires Meirás   | Valdetires Meirás  | 3                  | 2 |                 |                  |                  |                  |                  |  |             |             |             |             |  |                |                |       |       |  |
|  |                     |                     |                    |                    | 2 |                 |                  |                  |                  |                  |  |             |             |             |             |  |                |                |       |       |  |
|  |                     |                     | CD Nazaret         | CD Nazaret         | 2 | 5               |                  |                  |                  |                  |  |             |             |             |             |  |                |                |       |       |  |
|  | CD Nazaret          | CD Nazaret          | CD Nazaret         | CD Nazaret         | 2 | 5               | 2                | 3                |                  |                  |  |             |             |             |             |  |                |                |       |       |  |
|  | CD Nazaret          | CD Nazaret          |                    |                    |   |                 |                  |                  |                  |                  |  |             |             |             |             |  |                |                |       |       |  |
|  | Foticos Zaragoza    | Foticos Zaragoza    | 2                  | 3                  |   |                 |                  |                  |                  |                  |  |             |             |             |             |  |                |                |       |       |  |
|  | Foticos Zaragoza    | Foticos Zaragoza    | 2                  | 3                  |   |                 |                  |                  |                  |                  |  |             |             |             |             |  |                |                |       |       |  |
|  |                     |                     |                    |                    |   |                 |                  |                  |                  |                  |  |             |             |             |             |  |                |                |       |       |  |

### Octavos de final

#### Racing de Santander - Racing Delicias
| 24 de enero de 2004, 18:00 (UTC+1) | Racing de Santander                     | 3:5 (1:2) | Racing Delicias                             | San Agustín, Santander      |                             |
|                                    | Lucía García 3' 28' · Raquel Moreno 40' |           | Gelo 2' 18' · Isa Cruz 26' 27' · Cuerpi 37' | Árbitro(s): Álvarez Gallego | Árbitro(s): Álvarez Gallego |

| 22 de febrero de 2004, 12:00 (UTC+1) | Racing Delicias                                                    | 6:4 (2:1) | Racing de Santander                | Ciudad de Zaragoza, Zaragoza |                             |
|                                      | Cuerpi 12' · Isa Cruz 12' 39' · Gelo 17' 36' · Elena Malluenda 38' |           | Ana 5' 30' 39' · Raquel Moreno 38' | Árbitro(s): López Rodríguez  | Árbitro(s): López Rodríguez |

#### Fuenlabrada - Femesala Elche
| 24 de enero de 2004, --:-- (UTC+1) | Kettal Fuenlabrada              | 4:5 (-:-) | Femesala Elche                                                        | El Trigal, Fuenlabrada |               |
|                                    | Ani 4' 12' · Laura Fernández -' |           | Laura Jover -' · Alicia Morell -' · Bea Martín -' · Susana Sánchez -' | Árbitro(s): -          | Árbitro(s): - |

| 21 de febrero de 20044, --:-- (UTC+1) | Femesala Elche                          | 6:4 (-:-) | Kettal Fuenlabrada        | Esperanza Lag, Elche |               |
|                                       | - -' · - -' · - -' · - -' · - -' · - -' |           | - -' · - -' · - -' · - -' | Árbitro(s): -        | Árbitro(s): - |

#### Hegoalde Tolosa - Móstoles
| 24 de enero de 2004, 19:00 (UTC+1) | Hegoalde Tolosa                  | 2:1 (1:0) | Móstoles          | Berazubi, Tolosa            |                             |
|                                    | Miriam Arana 6' · Isa Barrio 33' |           | Laura Jiménez 29' | Árbitro(s): Bercado Hidalgo | Árbitro(s): Bercado Hidalgo |

| 21 de febrero de 2004, --:-- (UTC+1) | Móstoles                                                                          | 8:3 (3:0) | Hegoalde Tolosa                                             | Villafontana, Móstoles |               |
|                                      | Laura Jiménez -' · Maki -' · Wendo -' · Patri Manzano -' · Bea -' · Patri Cano -' |           | Isa Blanco 35' · Itaxso Martínez 36' · Itziar Aldezabal 40' | Árbitro(s): -          | Árbitro(s): - |

#### Ucam Murcia - Teldeportivo
| 24 de enero de 2004, --:-- (UTC+1) | UCAM Murcia                                    | 7:0 (-:-) | Preconte Telde |               |               |
|                                    | - -' · - -' · - -' · - -' · - -' · - -' · - -' |           |                | Árbitro(s): - | Árbitro(s): - |

| 21 de febrero de 2004, 18:00 (UTC+0) | Preconte Telde                          | 6:2 (-:-) | UCAM Murcia | Paco Artiles, Telde |               |
|                                      | - -' · - -' · - -' · - -' · - -' · - -' |           | - -' · - -' | Árbitro(s): -       | Árbitro(s): - |

#### Ourense - Futsi Navalcarnero
| 24 de enero de 2004, 17:00 (UTC+1) | CD Ourense                    | 4:2 (-:-) | Futsi Navalcarnero | Os Remedios, Orense |               |
|                                    | Begoña -' · Pilar -' · Bea -' |           | - -' · - -'        | Árbitro(s): -       | Árbitro(s): - |

| 22 de febrero de 2004, 12:30 (UTC+1) | Futsi Navalcarnero                                 | 6:1 (1:1) | CD Ourense | La Estación, Navalcarnero  |                            |
|                                      | Kika 1' 30' 36' · Eva Manguán 32' 39' · Pilita 37' |           | Pilita 10' | Árbitro(s): Sánchez Martín | Árbitro(s): Sánchez Martín |

#### Nazaret - Foticos Zaragoza
| 24 de enero de 2004, 20:00 (UTC+1) | CD Nazaret                            | 2:2 (1:2) | Foticos Zaragoza                       | Ruiz Mateos, Jerez de la Frontera      |                                        |
|                                    | Vanesa Llamas 17' · Miriam García 33' |           | Pilar Hernández 7' · María Cabello 18' | Árbitro(s): Fernández Sánchez Triguero | Árbitro(s): Fernández Sánchez Triguero |

| 21 de febrero de 2004, 16:30 (UTC+1) | Foticos Zaragoza                                            | 3:3 (0:1) | CD Nazaret                                                | La Granja, Zaragoza       |                           |
|                                      | Leti Escalada 26' · Mónica Sandoval 37' · Raquel García 40' |           | Sandy 18' · Alexandra Fernández 36' · Irene Gutiérrez 38' | Árbitro(s): Serrat Villar | Árbitro(s): Serrat Villar |

### Cuartos de final

#### Racing Delicias - El Palmar
| 4 de abril de 2004, 12:00 (UTC+2) | Racing Delicias            | 3:2 (1:1) | El Palmar                  | Ciudad de Zaragoza, Zaragoza                   |                                                |
|                                   | Cuerpi 20' 37' · Jessi 32' |           | Marigiti 11' · Bárbara 22' | Árbitro(s): José María Rodríguez Gonzalo Ortal | Árbitro(s): José María Rodríguez Gonzalo Ortal |

| 5 de junio de 2004, --:-- (UTC+2) | El Palmar          | 1:2 (-:-) | Racing Delicias     |               |               |
|                                   | Silvia Aguilar 35' |           | Cuerpi 11' · Isa -' | Árbitro(s): - | Árbitro(s): - |

#### Femesala Elche - Móstoles
| 3 de abril de 2004, 18:30 (UTC+2) | Femesala Elche                                                                 | 6:3 (2:1) | Móstoles                                   | Esperanza Lag, Elche                   |                                        |
|                                   | Vanesa Jurado 6' · Susana Sánchez 12' 21' 32' · Alicia Morell 34' · Txitxo 39' |           | Sonia Fernández 3' · Laura Jiménez 35' 40' | Árbitro(s): Pedro Fortes Julio Gallego | Árbitro(s): Pedro Fortes Julio Gallego |

| 5 de junio de 2004, 19:30 (UTC+2) | Móstoles                         | 3:9 (2:3) | Femesala Elche                                                                         | Villafontana, Móstoles                  |                                         |
|                                   | Laura Jiménez 9' 19' · Mamen 29' |           | Txitxo 2' 38' · Laura 9' · Alicia Morell 13' 24' · Bea Martín 29' 36' 39' · Noelia 35' | Árbitro(s): Roberto Toral Agustín Pérez | Árbitro(s): Roberto Toral Agustín Pérez |

#### Ucam Murcia - Futsi Navalcarnero
| 4 de abril de 2004, --:-- (UTC+2) | UCAM Murcia                             | 6:2 (2:2) | Futsi Navalcarnero |               |               |
|                                   | - -' · - -' · - -' · - -' · - -' · - -' |           | Eva Manguán -'     | Árbitro(s): - | Árbitro(s): - |

| 5 de junio de 2004, --:-- (UTC+2) | Futsi Navalcarnero | 2:8 (-:-) | UCAM Murcia                                           |               |               |
|                                   | - -' · - -'        |           | - -' · - -' · - -' · - -' · - -' · - -' · - -' · - -' | Árbitro(s): - | Árbitro(s): - |

#### Valdetires Meirás - Nazaret
| 3 de abril de 2004, 19:15 (UTC+2) | Valdetires Meirás                | 3:2 (0:1) | CD Nazaret                    | Ensanche, Ferrol                                                       |                                                                        |
|                                   | Mavi 23' 28' · Vanesa Llamas 30' |           | Sandy 15' · Vanesa Llamas 25' | Asistencia: 100 espectadores Árbitro(s): José Mouco Francisco Martínez | Asistencia: 100 espectadores Árbitro(s): José Mouco Francisco Martínez |

| 5 de junio de 2004, 17:00 (UTC+2) | CD Nazaret                                          | 5:2 (3:1) | Valdetires Meirás    | Ruiz Mateos, Jerez de la Frontera              |                                                |
|                                   | Sandy 6' · Vanesa Llamas 7' 16' 32' · Alejandra 25' |           | Mavi 11' · Patri 27' | Árbitro(s): José Emilio Pedregoza Javier Barba | Árbitro(s): José Emilio Pedregoza Javier Barba |

### Semifinales

#### Racing Delicias - Femesala Elche
| 19 de junio de 2004, 12:30 (UTC+2) | Racing Delicias | 1:5 (-:-) | Femesala Elche                                                 | Ciudad del Fútbol, Las Rozas de Madrid        |                                               |
|                                    | Gelo 37'        |           | Alicia Morell 8' 17' · Bea Martín 16' 18' · Susana Sánchez 38' | Árbitro(s): Javier Estrada Juam Pedro Vázquez | Árbitro(s): Javier Estrada Juam Pedro Vázquez |

#### Ucam Murcia - Nazaret
| 19 de junio de 2004, 10:00 (UTC+2) | UCAM Murcia                                    | 7:0 (-:-) | CD Nazaret | Ciudad del Fútbol, Las Rozas de Madrid |               |
|                                    | - -' · - -' · - -' · - -' · - -' · - -' · - -' |           |            | Árbitro(s): -                          | Árbitro(s): - |

### Final
| -           | Bandera de España | Amalia Hernández |  |
| -           | Bandera de España | Maravillas       |  |
| -           | Bandera de España | Alicia Morell    |  |
| -           | Bandera de España | Vanesa Jurado    |  |
| -           | Bandera de España | Rosa Gago        |  |
| Entrenador: | Entrenador:       | Carlos Navarro   |  |

| -           | Bandera de España | Trinidad           |  |
| -           | Bandera de España | Yoli Contreras     |  |
| -           | Bandera de España | Ana Hurtado        |  |
| -           | Bandera de España | Irene Hurtado      |  |
| -           | Bandera de España | Maider López       |  |
| Entrenador: | Entrenador:       | Estrella Fernández |  |

| - | Bandera de España | Noelia Lomas   |  |
| - | Bandera de España | Laura Jover    |  |
| - | Bandera de España | Susana Sánchez |  |
| - | Bandera de España | Txitxo         |  |
| - | Bandera de España | Bea Martín     |  |

| - | Bandera de España | Fátima Cervera |  |
| - | Bandera de España | Sofía Candela  |  |
| - | Bandera de España | Negri          |  |
| - | Bandera de España | Mónica Gracia  |  |
| - | Bandera de España | Sacra          |  |
| - | Bandera de ?      | Celine         |  |

| Anotado | 13' | Txitxo     | 1-0 |
| Anotado | 18' | Txitxo     | 2-1 |
| Anotado | 23' | Bea Martín | 3-1 |
| Anotado | 34' | Bea Martín | 4-1 |

| Anotado | 14' | Ana Hurtado | 1-1 |

| -           | Bandera de España | Amalia Hernández |  |
| -           | Bandera de España | Maravillas       |  |
| -           | Bandera de España | Alicia Morell    |  |
| -           | Bandera de España | Vanesa Jurado    |  |
| -           | Bandera de España | Rosa Gago        |  |
| Entrenador: | Entrenador:       | Carlos Navarro   |  |

| -           | Bandera de España | Trinidad           |  |
| -           | Bandera de España | Yoli Contreras     |  |
| -           | Bandera de España | Ana Hurtado        |  |
| -           | Bandera de España | Irene Hurtado      |  |
| -           | Bandera de España | Maider López       |  |
| Entrenador: | Entrenador:       | Estrella Fernández |  |

| - | Bandera de España | Noelia Lomas   |  |
| - | Bandera de España | Laura Jover    |  |
| - | Bandera de España | Susana Sánchez |  |
| - | Bandera de España | Txitxo         |  |
| - | Bandera de España | Bea Martín     |  |

| - | Bandera de España | Fátima Cervera |  |
| - | Bandera de España | Sofía Candela  |  |
| - | Bandera de España | Negri          |  |
| - | Bandera de España | Mónica Gracia  |  |
| - | Bandera de España | Sacra          |  |
| - | Bandera de ?      | Celine         |  |

| Anotado | 13' | Txitxo     | 1-0 |
| Anotado | 18' | Txitxo     | 2-1 |
| Anotado | 23' | Bea Martín | 3-1 |
| Anotado | 34' | Bea Martín | 4-1 |

| Anotado | 14' | Ana Hurtado | 1-1 |

|                                   |
| Campeón Femesala Elche 1.º título |